# ピーター・デ・セヴ
ピーター・ド・セーヴは、イラストやアニメーションの分野で活躍するアメリカ人アーティストです。 彼は雑誌『ニューヨーカー』の表紙を数多く描いています。 キャラクター デザイナーとして、彼は『バグズ ライフ』、『ファインディング ニモ』、『ロボット』、『アイス エイジ』シリーズのキャラクター、および主要な動物キャラクターに取り組みました。

## 参加作品

### キャラクターデザイナー
- - アイス・エイジシリーズ
- アイス・エイジ (2002)
- アイス・エイジ2 (2006)